# 프린스턴 전투
프린스턴 전투(Battle of Princeton)는 미국 독립 전쟁 중 1777년 1월 3일에, 뉴저지의 프린스턴 근처에서 대륙군과 영국군 사이에 벌어진 전투이다. 대륙군은 불과 10일 사이에 트렌턴 전투에서 승리에 이어, 애순핑크 크릭 전투, 프린스턴 전투까지 승리함으로써 세 번의 연승은 이전까지 연패를 당하던 대륙군의 숨통을 틔워주었다.
1777년 1월 2일, 대륙군 총사령관 조지 워싱턴은 트렌턴의 애순핑크 크릭 전투에서 영국군을 격퇴했다. 그날 밤, 워싱턴은 진지에서 작전을 열어, 찰스 콘월리스 장군이 지휘하는 영국군을 돌아, 프린스턴을 수비하는 영국 부대를 공격으로 결정했다. 대륙군의 휴 머서 준장의 부대가 영국군 찰스 모후드 중령이 지휘하는 2개 연대와 충돌했다. 머서의 부대가 밀렸기 때문에 워싱턴은 존 캐드월래드 장군이 지휘하는 민병대를 구원군으로 파견했다. 이 민병대는 머서 부대가 도망하는 것을 보고 자신들도 달아나기 시작했다. 워싱턴은 원군과 함께 말을 타고, 도망간 민병들을 수습하여 고무시켰다. 워싱턴은 이어 모후드 부대에 대한 공격을 이끌었고 적을 쫓아냈다. 모후드가 철수 명령을 내리자 대다수 군인들이 트렌턴에 있는 콘월리스 부대 방향으로 도망 쳤다. 프린스턴 도시는 존 설리번 장군이 나소 홀에 도망쳐 있던 영국군을 항복시키고, 전투가 끝났다. 이 전투 후, 워싱턴은 그 부대를 뉴저지 모리스타운으로 이동시켰다. 영국군은 10일 동안 세 번의 패배를 당하면서, 뉴저지 남부를 포기했다. 대륙군 병사의 사기가 올라 더 많은 사람이 대륙군에 입대하게 되었다. 이 전투는 겨울에 진행된 워싱턴의 뉴저지 방면 작전에서 마지막 주요 전투가 되었다.
전쟁터는 현재 프린스턴 전장 주립 공원이 되었다.

## 배경

### 트렌턴에서 승리
1776년 11월 16일 뉴욕의 마지막 요새가 함락되었고, 조지 워싱턴이 이끄는 대륙군은 뉴저지에서 델라웨어강을 넘어 펜실베이니아까지 철수했다. 대륙군과 대륙회의 사이에 비관적인 분위기가 만연하는 가운데, 워싱턴은 기사회생할 묘수를 고심하고 있었다. 12월 25일, 크리스마스에 워싱턴은 어둠과 폭풍을 틈타 2,400명의 군사를 이끌고 델라웨어 강을 도하했다. 14km를 행군한 후 뉴저지 트렌턴에 주둔하고 있던 영국군 독일 용병 부대를 급습해 100명 이상을 사상하고, 900명 이상을 포로로 잡았다. 대륙군 사이에 아직 할 수 있다는 분위기를 고조시킨 이 승리의 의미는 컸다. 워싱턴은 영국군의 반격을 우려해 일단 델라웨어 강을 다시 건너 펜실베이니아로 철수했다. 12월 29일, 워싱턴은 다시 부대를 이끌고 델라웨어 강을 건너 트렌턴에서 수비 진지를 구축했다. 12월 31일, 워싱턴은 새해 전야에 징병이 만료되는 병사들에게 10달러의 추가 보상으로 6주간을 더 연장 복무해달라고 호소했다. 이 호소가 주효하여, 대부분 군인은 연장복무에 합의를 했다. 이날은 또한 대륙회의가 워싱턴에게 6개월 동안 독재라고까지 할 수 있는 강력한 권한을 부여하기로 결의한 것을 알게 되었다.

### 애순핑크 크릭 승리
트렌턴에서의 실패를 앙갚음하기 위해 영국군의 뉴저지 방면 군대를 지휘하고 있던 찰스 콘월리스 장군은 뉴욕을 떠나 워싱턴 군에 대항하기 위해 뉴저지의 프린스턴에 9,000여명의 병력을 집결시켰다. 콘월리스는 프린스턴에 찰스 모후드 중령에게 1,200명의 영국군을 맡겨 남겨두고, 워싱턴 군 6,000명을 잡기 위해 8,000명의 병력을 이끌고 1월 2일 출발했다. 워싱턴은 접근하는 영국군의 행보를 지연시키기 위해 엄청난 병력을 파견했다. 영국군이 트렌턴에 도착한 것은 거의 날이 저물어서였다. 콘월리스 부대는 대륙군이 방어하는 애순핑크 크릭에 놓인 다리를 세 번이나 건너는데 실패하자, 다음날까지 공격을 연기하기로 했다.

### 탈출
그날 밤, 워싱턴은 장교들을 불러 작전 회의를 소집했다. 워싱턴은 장교들에게 방어전을 할 것인지, 싸울 것인지, 아니면 도하를 하거나, 아니면 적의 뒤로 돌아 프린스턴을 기습하러 갈 것인지를 물었다. 이미 그런 생각을 또열렸지만, 그는 아서 세인트 클레어와 존 캐드월래더가 프린스턴을 기습하는 것이 실제로 가능하다는 것을 알려줬다. 1776년 12월말에 실제로 효과를 본 두 건의 정보 수집 노력은 그러한 기습 공격을 뒷받침 해주었다. 장교들과의 상담을 한 이후, 그들은 프린스턴을 공격하는 것이 최선의 선택사항이라는 합의에 도달하게 되었다.

## 같이 보기
- 미국 독립 전쟁